# Liste des lieux patrimoniaux du comté de Middlesex
Cet article recense les lieux patrimoniaux du comté de Middlesex, au Canada, inscrits au répertoire des lieux patrimoniaux du Canada, qu'ils soient de niveau provincial, fédéral ou municipal.

## Liste
| [ 1 ] | Lieu patrimonial                                                              | Illustration                                                                  | Municipalité             | Adresse                                   | Coordonnées      | No    | Constr. | Prot.                                    | Rec. | Notes |
| ----- | ----------------------------------------------------------------------------- | ----------------------------------------------------------------------------- | ------------------------ | ----------------------------------------- | ---------------- | ----- | ------- | ---------------------------------------- | ---- | ----- |
| M     | 165 Oxford Street East                                                        | 165 Oxford Street East                                                        | London                   | 165, Oxford Street East                   | 42.995 -81.255   | 14046 | 1892    | Municipal Heritage Designation (Part IV) | 1990 |       |
| M     | 260 Sydenham Street                                                           | 260 Sydenham Street                                                           | London                   | 260, Sydenham Street                      | 42.9972 -81.2517 | 14086 | 1928    | Municipal Heritage Designation (Part IV) | 1991 |       |
| M     | 308 Princess Avenue                                                           | 308 Princess Avenue                                                           | London                   | 308, Princess Avenue                      | 42.9895 -81.2451 | 14864 | 1895    | Municipal Heritage Designation (Part IV) | 1985 |       |
| M     | 350 Talbot Street                                                             | 350 Talbot Street                                                             | London                   | 350, Talbot                               | 42.9813 -81.2509 | 14865 | 1890    | Municipal Heritage Designation (Part IV) | 1987 |       |
| M     | 37 Ridout Street South                                                        | 37 Ridout Street South                                                        | London                   | 37, Ridout Street South                   | 42.9755 -81.2506 | 14087 | 1900    | Municipal Heritage Designation (Part IV) | 1986 |       |
| M     | 379 Wortley Road                                                              | 379 Wortley Road                                                              | London                   | 379, Wortley Road                         | 42.9627 -81.2474 | 14871 | 1921    | Municipal Heritage Designation (Part IV) | 1992 |       |
| M     | 398 Piccadilly Street                                                         | 398 Piccadilly Street                                                         | London                   | 398, Piccadilly Street                    | 42.9966 -81.245  | 14872 | 1903    | Municipal Heritage Designation (Part IV) | 2000 |       |
| M     | 437 Victoria Street                                                           | 437 Victoria Street                                                           | London                   | 437, Victoria Street                      | 43.0063 -81.2477 | 14089 | 1925    | Municipal Heritage Designation (Part IV) | 1992 |       |
| M     | 49 Ridout Street South                                                        | 49 Ridout Street South                                                        | London                   | 49, Ridout Street South                   | 42.9748 -81.25   | 14883 |         | Municipal Heritage Designation (Part IV) | 1993 |       |
| M     | 496 Waterloo Street                                                           | 496 Waterloo Street                                                           | London                   | 496, Waterloo Street                      | 42.9896 -81.2444 | 14090 | 1893    | Municipal Heritage Designation (Part IV) | 2006 |       |
| M     | 501-503 Colborne Street                                                       | 501-503 Colborne Street                                                       | London                   | 501, Colborne                             | 42.9883 -81.2411 | 14884 | 1902    | Municipal Heritage Designation (Part IV) | 1992 |       |
| M     | 527 Princess Avenue                                                           | 527 Princess Avenue                                                           | London                   | 527, Princess                             | 42.9919 -81.2364 | 14283 | 1900    | Municipal Heritage Designation (Part IV) | 1986 |       |
| M     | 64 Elmwood Avenue East                                                        | 64 Elmwood Avenue East                                                        | London                   | 64, Elmwood Avenue East                   | 42.9705 -81.2581 | 14284 | 1886    | Municipal Heritage Designation (Part IV) | 1984 |       |
| M     | 85 Albion Street                                                              | 85 Albion Street                                                              | London                   | 85, Albion                                | 42.9886 -81.2616 | 14365 |         | Municipal Heritage Designation (Part IV) | 1993 |       |
| M     | The Aeolian Hall (en)                                                         | The Aeolian Hall (en)                                                         | London                   | 795, Dundas Street                        | 42.9907 -81.2249 | 4402  | 1884    | Municipal Heritage Designation (Part IV) | 2004 |       |
| M     | Baty House                                                                    | Baty House                                                                    | London                   | 700, Pond Mills Road                      | 42.9444 -81.1937 | 10781 |         | Municipal Heritage Designation (Part IV) | 2004 |       |
| M     | Beth-Emmanuel British Methodist Episcopal Church                              | Beth-Emmanuel British Methodist Episcopal Church                              | London                   | 430, Grey Street                          | 42.9799 -81.2351 | 8429  |         | Municipal Heritage Designation (Part IV) | 1983 |       |
| M     | Bishop Hellmuth Heritage Conservation District                                | Bishop Hellmuth Heritage Conservation District                                | London                   |                                           | 42.9989 -81.2508 | 10788 | 1910    | Heritage Conservation District (Part V)  | 2001 |       |
| M     | Blackfriars Bridge                                                            | Blackfriars Bridge                                                            | London                   | Blackfriars Street                        | 42.989 -81.2573  | 10079 | 1875    | Municipal Heritage Designation (Part IV) | 1992 |       |
| F     | Bloc O, caserne Wolseley                                                      | Téléverser                                                                    | London                   |                                           | 43 -81.2333      | 11281 | 1936    | Recognized Federal Heritage Building     | 1992 |       |
| M     | Brick Street Cemetery                                                         | Brick Street Cemetery                                                         | London                   | 370, Commissioners Road W.                | 42.9554 -81.2805 | 15190 | 1819    | Municipal Heritage Designation (Part IV) | 1994 |       |
| M     | Carfrae Cottage                                                               | Carfrae Cottage                                                               | London                   | 39, Carfrae Street                        | 42.9742 -81.2474 | 10811 |         | Municipal Heritage Designation (Part IV) | 1988 |       |
| M     | Carling House                                                                 | Carling House                                                                 | London                   | 36, Grosvenor Street                      | 42.9995 -81.2557 | 10814 | 1886    | Municipal Heritage Designation (Part IV) | 1984 |       |
| F     | Caserne Wolseley                                                              | Caserne Wolseley                                                              | London                   |                                           | 42.9986 -81.2331 | 3310  | 1888    | Classified Federal Heritage Building     | 1989 |       |
| M     | Chestnut Hill                                                                 | Chestnut Hill                                                                 | London                   | 55, Centre Street                         | 42.9602 -81.2648 | 10904 | 1872    | Municipal Heritage Designation (Part IV) | 2000 |       |
| M     | Christ Anglican Chuch                                                         | Christ Anglican Chuch                                                         | London                   | 138, Wellington Street                    | 42.977 -81.2408  | 10183 | 1863    | Municipal Heritage Designation (Part IV) | 2007 |       |
| M     | Crooks Property                                                               | Crooks Property                                                               | London                   | 22, Peter Street                          | 42.9897 -81.2363 | 10910 |         | Municipal Heritage Designation (Part IV) | 1986 |       |
| M     | Curnoe Property                                                               | Curnoe Property                                                               | London                   | 38, Weston Street                         | 42.9704 -81.234  | 15305 | 1981    | Municipal Heritage Designation (Part IV) | 1996 |       |
| M     | Dundas Centre United Church                                                   | Dundas Centre United Church                                                   | London                   | 482, Dundas Street                        | 42.9877 -81.2367 | 10958 | 1985    | Municipal Heritage Designation (Part IV) | 1995 |       |
| M     | East Woodfield Heritage Conservation District                                 | Téléverser                                                                    | London                   |                                           | 42.9912 -81.2362 | 10974 | 1950    | Heritage Conservation District (Part V)  | 1993 |       |
| F     | Édifice public Dominion                                                       | Édifice public Dominion                                                       | London                   | 457 Richmond Street                       | 42.9851 -81.2511 | 3326  | 1936    | Classified Federal Heritage Building     | 1990 |       |
| M     | Eldon House                                                                   | Eldon House                                                                   | London                   | 481, Ridout Street                        | 42.9846 -81.2554 | 8075  | 1834    | Municipal Heritage Designation (Part IV) | 1977 |       |
| M     | Elsie Perrin Williams Estate                                                  | Elsie Perrin Williams Estate                                                  | London                   | 101, Windermere Road                      | 43.0103 -81.2912 | 11032 | 1895    | Municipal Heritage Designation (Part IV) | 1985 |       |
| M     | Elsie Perrin Williams Memorial Library                                        | Elsie Perrin Williams Memorial Library                                        | London                   | 305, Queens Avenue                        | 42.9863 -81.2441 | 11193 | 1940    | Municipal Heritage Designation (Part IV) | 2001 |       |
| M     | Fire Hall No. 5                                                               | Fire Hall No. 5                                                               | London                   | 155, Adelaide Street North                | 42.981 -81.2285  | 11219 | 1909    | Municipal Heritage Designation (Part IV) | 1998 |       |
| M     | First Christian Reformed Church                                               | First Christian Reformed Church                                               | London                   | 513, Talbot Street                        | 42.9865 -81.2539 | 11220 | 1882    | Municipal Heritage Designation (Part IV) | 2000 |       |
| M     | Flint Cottage and Flint Shelter                                               | Flint Cottage and Flint Shelter                                               | London                   | 1097, Commissioners Road W                | 42.9571 -81.3224 | 11222 | 1837    | Municipal Heritage Designation (Part IV) | 1979 |       |
| M     | Forks of the Thames Interpretive Centre                                       | Forks of the Thames Interpretive Centre                                       | London                   | 1, Dundas Street                          | 42.9818 -81.2559 | 11622 | 1881    | Municipal Heritage Designation (Part IV) | 2000 |       |
| M     | Goodholme                                                                     | Goodholme                                                                     | London                   | 291, Epworth Avenue                       | 43.0113 -81.2571 | 10868 | 1935    | Municipal Heritage Designation (Part IV) | 1983 |       |
| M     | Grand Theatre                                                                 | Grand Theatre                                                                 | London                   | 471, Richmond Street                      | 42.9859 -81.2509 | 13715 | 1901    | Municipal Heritage Designation (Part IV) | 1978 |       |
| M     | Grosvenor Lodge                                                               | Grosvenor Lodge                                                               | London                   | 1017, Western Road                        | 42.9951 -81.273  | 10091 | 1853    | Municipal Heritage Designation (Part IV) | 1977 |       |
| M     | Hayman House                                                                  | Téléverser                                                                    | London                   | 869, Dundas Street                        | 42.9933 -81.2221 | 11632 | 1890    | Municipal Heritage Designation (Part IV) | 1983 |       |
| M     | J. Allyn Taylor Building                                                      | J. Allyn Taylor Building                                                      | London                   | 267, Dundas Street                        | 42.9846 -81.2455 | 13718 | 1928    | Municipal Heritage Designation (Part IV) | 2006 |       |
| M     | John Buchan House                                                             | John Buchan House                                                             | London                   | 566, Dundas Street                        | 42.9882 -81.2354 | 8569  | 1872    | Municipal Heritage Designation (Part IV) | 2006 |       |
| M     | Labatt Memorial Park                                                          | Labatt Memorial Park                                                          | London                   | 25, Wilson Avenue                         | 42.9835 -81.2584 | 10078 | 1877    | Municipal Heritage Designation (Part IV) | 1994 |       |
| P     | Lawson Site                                                                   | Lawson Site                                                                   | London                   | 1600 Attawandaron Road                    | 43.0125 -81.3    | 1504  | 1500    | Designated Archaeological Site (Part VI) | 1970 |       |
| F     | Lieu historique national du Canada de la Maison Banting                       | Lieu historique national du Canada de la Maison Banting                       | London                   | 442 Adelaide Street North                 | 42.9896 -81.2318 | 4021  | 1900    | National Historic Site of Canada         | 1997 |       |
| F     | Lieu historique national du Canada des Casernes-de-Wolseley                   | Lieu historique national du Canada des Casernes-de-Wolseley                   | London                   |                                           | 43 -81.21        | 14341 | 1888    | National Historic Site of Canada         | 1963 |       |
| F     | Lieu historique national du Canada du Complexe-de-la Rue-Ridout               | Lieu historique national du Canada du Complexe-de-la Rue-Ridout               | London                   | 435, 441-447, and 451 Ridout Street North | 42.9842 -81.255  | 12873 | 1870    | National Historic Site of Canada         | 1966 |       |
| F     | Lieu historique national du Canada du Palais-de-Justice-du-Comté-de-Middlesex | Lieu historique national du Canada du Palais-de-Justice-du-Comté-de-Middlesex | London                   | 399 Ridout Street North                   | 42.9821 -81.2544 | 13537 | 1829    | National Historic Site of Canada         | 1955 |       |
| M     | Loew's London Theatre                                                         | Loew's London Theatre                                                         | London                   | 194, Dundas                               | 42.9842 -81.2483 | 14367 |         | Municipal Heritage Designation (Part IV) | 1991 |       |
| M     | London and Western Trusts                                                     | London and Western Trusts                                                     | London                   | 353, Richmond Street                      | 42.9821 -81.2491 | 11689 |         | Municipal Heritage Designation (Part IV) | 2000 |       |
| M     | London Mechanics Institute Building                                           | London Mechanics Institute Building                                           | London                   | 229, Dundas Street                        | 42.9843 -81.2469 | 11682 | 1876    | Municipal Heritage Designation (Part IV) | 1988 |       |
| P     | London Normal School                                                          | London Normal School                                                          | London                   | 165, Elmwood Avenue East                  | 42.9706 -81.2512 | 8871  | 1899    | Ontario Heritage Foundation Easement     | 1986 |       |
| M     | London Psychiatric Hospital                                                   | London Psychiatric Hospital                                                   | London                   | 850, Highbury Avenue N.                   | 43.0038 -81.2044 | 11684 | 1902    | Municipal Heritage Designation (Part IV) | 2000 |       |
| M     | London Tower                                                                  | London Tower                                                                  | London                   | 379, Dundas Street                        | 42.9857 -81.2404 | 11681 | 1876    | Municipal Heritage Designation (Part IV) | 2006 |       |
| M     | McClary Cottage (95 High Street)                                              | McClary Cottage (95 High Street)                                              | London                   | 95, High                                  | 42.9705 -81.2384 | 14480 |         | Municipal Heritage Designation (Part IV) | 1990 |       |
| M     | McClary Cottage (97 High Street)                                              | McClary Cottage (97 High Street)                                              | London                   | 97, High                                  | 42.9705 -81.2384 | 14484 | 1877    | Municipal Heritage Designation (Part IV) | 1991 |       |
| M     | McClary House                                                                 | McClary House                                                                 | London                   | 53, McClary                               | 42.9705 -81.2384 | 14384 |         | Municipal Heritage Designation (Part IV) | 1985 |       |
| P     | Middlesex County Court House                                                  | Middlesex County Court House                                                  | London                   | 399, Ridout Street North                  | 42.9821 -81.2543 | 8873  | 1827    | Ontario Heritage Foundation Easement     | 1981 |       |
| M     | New Brighton Housing Co-operative                                             | New Brighton Housing Co-operative                                             | London                   | 473, Baker                                | 42.968 -81.2411  | 14443 | 1929    | Municipal Heritage Designation (Part IV) | 1993 |       |
| M     | Norton Attawandaron Site                                                      | Norton Attawandaron Site                                                      | London                   | 150, Chelsea Avenue                       | 42.9718 -81.279  | 13721 |         | Municipal Heritage Designation (Part IV) | 1993 |       |
| M     | Old East Heritage Conservation District                                       | Old East Heritage Conservation District                                       | London                   |                                           | 42.9939 -81.2264 | 11863 | 1930    | Heritage Conservation District (Part V)  | 2006 |       |
| M     | Old Waterloo South Primary Public School                                      | Old Waterloo South Primary Public School                                      | London                   | 186, Waterloo Street                      | 42.9791 -81.2387 | 13724 | 1864    | Municipal Heritage Designation (Part IV) | 1991 |       |
| M     | Palace Theatre                                                                | Palace Theatre                                                                | London                   | 710, Dundas Street                        | 42.9901 -81.228  | 11868 | 1929    | Municipal Heritage Designation (Part IV) | 1991 |       |
| M     | Park Farm                                                                     | Téléverser                                                                    | London                   | 120, Meadowlily Road S.                   | 42.9664 -81.185  | 11881 |         | Municipal Heritage Designation (Part IV) | 1995 |       |
| M     | Philip Aziz Property                                                          | Philip Aziz Property                                                          | London                   | 150, Philip Aziz Avenue                   | 43.0022 -81.2752 | 15471 | 1957    | Municipal Heritage Designation (Part IV) | 2004 |       |
| M     | Raleigh House                                                                 | Téléverser                                                                    | London                   | 639, Barton Street                        | 42.9919 -81.2561 | 12428 |         | Municipal Heritage Designation (Part IV) | 1983 |       |
| M     | Scottsville Cemetery                                                          | Téléverser                                                                    | London                   | 5190, Colonel Talbot Road                 | 42.8865 -81.2895 | 13725 |         | Municipal Heritage Designation (Part IV) | 2002 |       |
| M     | St. Paul's Cathedral                                                          | St. Paul's Cathedral                                                          | London                   | 472, Richmond Street                      | 42.9857 -81.2497 | 15473 | 1846    | Municipal Heritage Designation (Part IV) | 2005 |       |
| M     | St. Peter's Seminary                                                          | St. Peter's Seminary                                                          | London                   | 1040, Waterloo Street                     | 43.0122 -81.2534 | 8072  | 1930    | Municipal Heritage Designation (Part IV) | 2000 |       |
| M     | Sterling Place                                                                | Sterling Place                                                                | London                   | 330, Clarence Street                      | 42.9821 -81.2461 | 13191 | 1901    | Municipal Heritage Designation (Part IV) | 1998 |       |
| M     | Substation No. 4                                                              | Substation No. 4                                                              | London                   | 119, Carling Street                       | 42.9837 -81.2516 | 13252 | 1924    | Municipal Heritage Designation (Part IV) | 2003 |       |
| M     | T Block                                                                       | T Block                                                                       | London                   | 650, Elizabeth Street                     | 42.9971 -81.2323 | 14943 |         | Municipal Heritage Designation (Part IV) | 1996 |       |
| M     | Thornwood                                                                     | Thornwood                                                                     | London                   | 329, St. George Street                    | 42.9998 -81.2579 | 13251 | 1852    | Municipal Heritage Designation (Part IV) | 1992 |       |
| M     | Victoria Park                                                                 | Victoria Park                                                                 | London                   | 580, Clarence Street                      | 42.997 -81.2424  | 10655 | 1878    | Municipal Heritage Designation (Part IV) | 1995 |       |
| M     | Waverly                                                                       | Waverly                                                                       | London                   | 10, Grand Avenue                          | 42.9719 -81.2469 | 10592 | 1882    | Municipal Heritage Designation (Part IV) | 1996 |       |
| F     | Parkhill                                                                      | Téléverser                                                                    | North Middlesex (en)     | Longwoods Road, Highway 2                 | 43.1723 -81.691  | 10619 |         | LHN                                      | 1982 |       |
| F     | Colline de la Bataille                                                        | Colline de la Bataille                                                        | Southwest Middlesex (en) | Longwoods Road, Highway 2                 | 42.6941 -81.7056 | 13217 |         | LHN                                      | 1924 |       |